# Saison 2009 des Rangers du Texas
La Saison 2009 des Rangers du Texas est la 49e saison en ligue majeure pour cette franchise.

## Intersaison

### Arrivées
- Kris Benson, lanceur partant en provenance des Phillies de Philadelphie (ligues mineures).
- Eddie Guardado, lanceur de relève en provenance des Twins du Minnesota.
- Omar Vizquel, arrêt-court en provenance des Giants de San Francisco.
- Andruw Jones, joueur de champ centre en provenance des Dodgers de Los Angeles.

### Cactus League
Basés au Surprise Stadium à Surprise en Arizona, le programme des Rangers comprend 36 matches de pré-saison entre le 25 février et le 4 avril.
Les Rangers affichent un bilan de pré-saison de 21 victoires pour 14 défaites et 1 nul, soit la 3e performance sur 14 en Cactus League et la 3e sur 14 pour une franchise de la Ligue américaine.

## Saison régulière

### Classement
| Ligue américaine (Division Ouest) | V  | D  | %    | GB |
| --------------------------------- | -- | -- | ---- | -- |
| Angels d'Anaheim                  | 97 | 65 | .599 | -- |
| Rangers du Texas                  | 87 | 75 | .537 | 10 |
| Mariners de Seattle               | 85 | 77 | .525 | 12 |
| Athletics d'Oakland               | 75 | 87 | .463 | 22 |

### Résultats

#### Avril
L'ouverture est programmée à domicile le 6 avril face aux Indians de Cleveland.